# 592 Bathseba
592 Bathseba је астероид главног астероидног појаса са средњом удаљеношћу од Сунца која износи 3,023 астрономских јединица (АЈ).
Апсолутна магнитуда астероида је 9,3 а геометријски албедо 0,036.